# Orconectes incomptus
Orconectes incomptus är en kräftdjursart som beskrevs av Hobbs och Barr 1972. Orconectes incomptus ingår i släktet Orconectes och familjen Cambaridae. IUCN kategoriserar arten globalt som sårbar. Inga underarter finns listade i Catalogue of Life.